# 俞士章
俞士章（？—？），字汝成，號養弘，直隸常州府宜興縣（今江苏省宜兴市）猷謨圩人，明朝政治人物。

## 生平
萬曆七年（1579年）己卯科應天府鄉試第一百四名。萬曆十一年（1583年）癸未科三甲第六十六名進士。禮部觀政，初任浙江義烏縣知縣，十五年行取，十六年候补礼部添注儀制司主事，十七年填補精膳司，十九年升员外郎，二十年升郎中，二十一年升湖广提学佥事，二十三年升福建参议，分守漳南道兵備，二十六年加升副使，三十年加升左參政，三十二年养病。

## 家族
曾祖父俞仁，曾任壽官；祖父俞琰，封南京吏部主事；父親俞霑，曾任南京吏部主事。母陸氏。